# Каунас (хоккейный клуб)
Kaunas Hockey — хоккейная команда из Каунаса, Литва. Играет в Литовской хоккейной лиге, высшем хоккейном дивизионе Литвы. Домашние матчи команда проводит на Каунасской ледовой арене.

## История
Kaunas Hockey был основан в 2017 году с целью помочь улучшить стандарты литовского хоккея с конечной целью — увидеть, как национальная сборная Литвы будет участвовать в зимних Олимпийских играх. Одним из первоначальных инвесторов команды была TeleSoftas, софтверная компания из Каунаса. После своего образования Kaunas Hockey сразу же начал играть в Литовской хоккейной лиге. Их первый сезон был продуктивным, они вышли в финал плей-офф, прежде чем в конечном итоге проиграли СК «Энергия».
В 2020 году Kaunas Hockey приняла участие в первой Балтийской хоккейной лиге, соревновании, в котором участвуют по две команды из Эстонии, Латвии и Литвы. Команда финишировала последней в своей группе после тяжелых поражений как от Tartu Välk 949 из Эстонии, так и от латвийской команды HK Mogo. В результате они не прошли в финальный раунд. Кроме того, в результате того, что Каунасский хоккейный клуб занимал первое место в NLRL, когда остальные игры были отменены из-за пандемии COVID-19, он также прошел квалификацию на Континентальный кубок ИИХФ 2020-21, где они должны были встретиться с Скаутафелаг Акурейрар из Исландии, израильской командой ХК Бат-Ям и испанской командой Барселона. Однако два месяца спустя ИИХФ отменила Континентальный кубок из-за пандемии.

## Состав
| Вратари | Вратари | Вратари           | Вратари | Вратари    | Вратари         |
| Номер   |         | Игрок             | Хват    | Приобретен | Место рождения  |
| ------- | ------- | ----------------- | ------- | ---------- | --------------- |
| 95      | Россия  | Павел Давыдюк     | левый   | 2020       | Санкт-Петербург |
| 1       | Литва   | Даниэль Янковский | правый  | 2019       | -               |
| 30      | Литва   | Артур Павлюков    | левый   | 2018       | Клайпеда        |

| Защитники | Защитники | Защитники          | Защитники | Защитники  | Защитники      | Защитники |
| Номер     |           | Игрок              | Хват      | Приобретен | Место рождения |           |
| --------- | --------- | ------------------ | --------- | ---------- | -------------- | --------- |
| 88        | Литва     | Василиюс Федотовас | левый     | 2019       | Рокишкис       |           |
| 19        | Литва     | Жигимантас Гирджюс | левый     | 2017       | Каунас         |           |
| 22        | Литва     | Повилас Ягелавичюс | левый     | 2017       | Каунас         |           |
| 76        | Литва     | Вейас Йокубинас    | правый    | 2020       | Вильнюс        |           |
| 55        | Россия    | Илья Малашкевич    | левый     | 2020       | Москва         |           |
| 97        | Беларусь  | Егор Рублев        | правый    | 2020       | Гомель         |           |
| 47        | Литва     | Артем Старовойтов  | левый     | 2020       | -              |           |
| 71        | Россия    | Александр Строкин  | левый     | 2020       | -              |           |

| Нападающие | Нападающие | Нападающие          | Нападающие | Нападающие | Нападающие | Нападающие               |
| Номер      |            | Игрок               | Хват       |            | Приобретен | Место рождения           |
| ---------- | ---------- | ------------------- | ---------- | ---------- | ---------- | ------------------------ |
| 33         | Литва      | Ройус Адамонис      | L          |            | 2020       | Каунас                   |
| 69         | Литва      | Нойус Асмонас       | L          |            | 2020       | -                        |
| 14         | Литва      | Эгидиюс Бинкулис    | L          |            | 2020       | Электренай               |
| 46         | Россия     | Эдуард Чекмарёв     | R          |            | 2019       | Екатеринбург             |
| 17         | Беларусь   | Кирилл Даниленко    | L          |            | 2019       | Гомель                   |
| 16         | Литва      | Ремигиус Гуога      | L          |            | 2017       | Каунас                   |
| 27         | Литва      | Витаутас Ягелавичюс | L          |            | 2017       | Электренай               |
| 89         | Литва      | Довидас Лаймутис    | L          |            | 2020       | -                        |
| 29         | Россия     | Павел Правило       | L          |            | 2020       | Петропавловск-Камчатский |
| 18         | Россия     | Роман Решетников    | -          |            | 2020       | -                        |
| 15         | Россия     | Антон Шарпанских    | L          |            | 2020       | Нижний Тагил             |
| 91         | Россия     | Григорий Воробьев   | L          |            | 2019       | Тюмень                   |
| 13         | Литва      | Лукас Зукаускас     | L          |            | 2018       | Ионава                   |

## Достижения
Примечания: GP = Игр сыграно, W = Победы, L = Поражения, T = Связи, OTL = Поражения в овертайме, Pts = Очки, GF = Голы за, GA = Голы против, PIM = Штрафы в минутах
| Season  | GP | W  | L | T | OTW | OTL | Pts | GF  | GA | Finish | Playoffs               |
| 2017-18 | 20 | 12 | 5 | — | 2   | 1   | 41  | 96  | 80 | 2nd    | Поражение в финале     |
| 2018-19 | 18 | 10 | 5 | — | 2   | 1   | 35  | 74  | 35 | 2nd    | Поражение в полуфинале |
| 2019-20 | 18 | 12 | 1 | — | 3   | 2   | 44  | 115 | 51 | 1st    | Пропустили плей-офф    |

## Командные рекорды
Штрафные минуты: Василиюс Федотовас, 135

## Сезон

### Регулярный сезон
- Наибольшее количество голов за сезон: Эдуард Чекмарёв, 27 (2019-20)
- Наибольшее количество передач за сезон: Лукас Зукаускас, 24 года (2019-20).
- Наибольшее количество очков за сезон: Эдуард Чекмарёв, 50 (2019-20)
- Наибольшее количество штрафных минут за сезон: Джон Стефанссон, 90 (2018-19)

### Плей-офф
- Наибольшее количество голов в сезоне плей-офф: Эдуард Чекмарёв, 9 (2019-20).
- Наибольшее количество передач в сезоне плей-офф: Лукас Зукаускас, 7 (2019-20).
- Наибольшее количество очков в сезоне плей-офф: Эдуард Чекмарёв, 14 лет (2019-20).
- Наибольшее количество штрафных минут в сезоне плей-офф: Василиюс Федотовас, 10 (2019-20)